# Ralf Mucha
Ralf Mucha (* 22. Februar 1963 in Rostock) ist ein deutscher Politiker der Sozialdemokratischen Partei Deutschlands (SPD). Er ist seit 2011 Abgeordneter im Landtag Mecklenburg-Vorpommern.

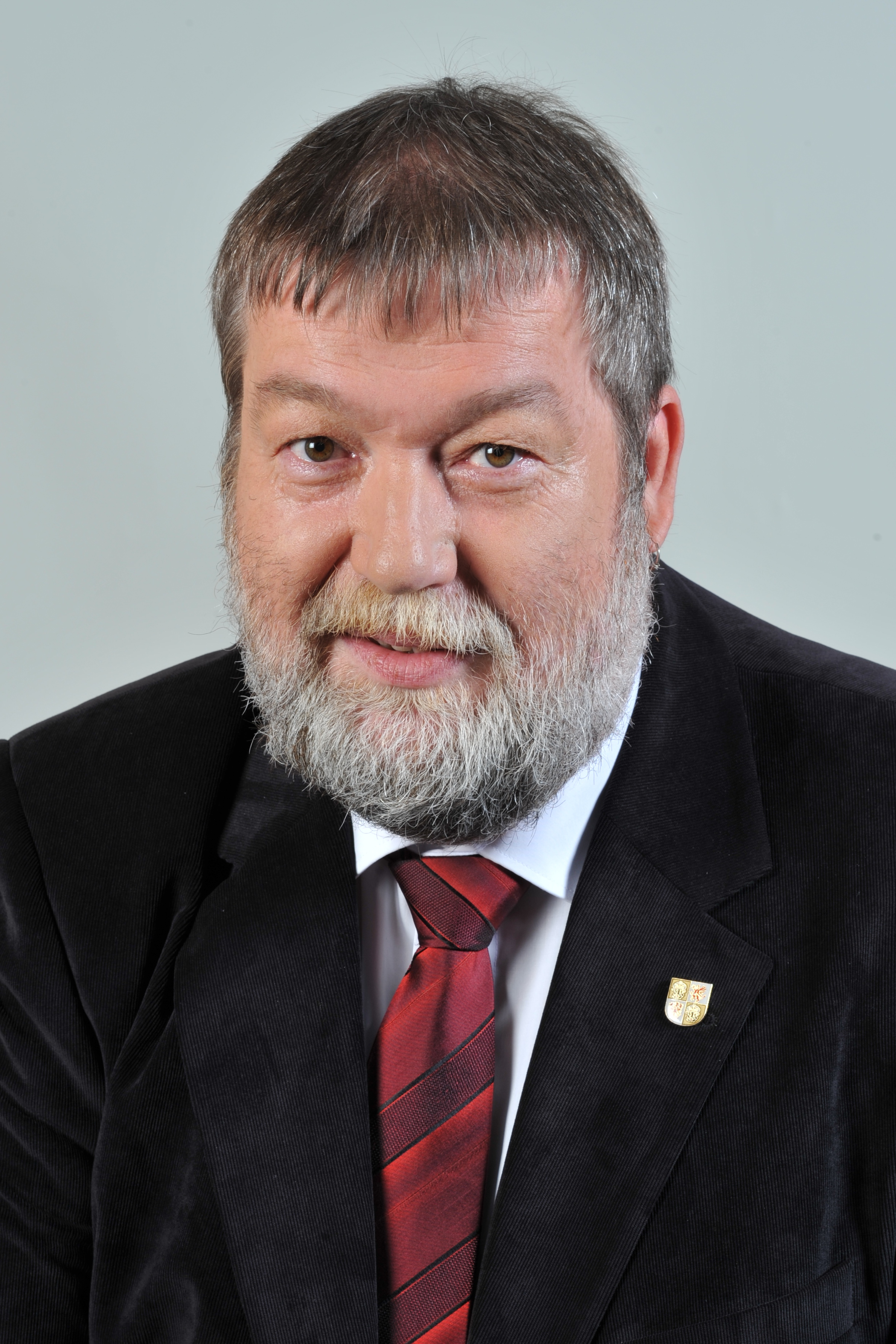
Ralf Mucha 2013

## Biografie
Nach dem Schulbesuch absolvierte Ralf Mucha eine Lehre als Elektrofeinmechaniker, arbeitete einige Jahre in diesem Beruf und fuhr zur See. Ab 1990 war er auch im sozialen Bereich tätig; ein berufsbegleitendes Studium der Sozialarbeit schloss er 2008 als Diplom-Sozialpädagoge (FH) ab.
Der Sozialarbeiter ist Mitglied der Freiwilligen Feuerwehr Rostock-Groß Klein und Fachwart für Soziales im Landesfeuerwehrverband Mecklenburg-Vorpommern.

## Politik
Mucha ist seit 2009 Mitglied der Rostocker Bürgerschaft und wurde im Wahlkreis Rostock I bei der Wahl am 4. September 2011 erstmals in den Landtag gewählt. Er wurde zum Vorsitzenden des Innenausschusses gewählt.